# Utiel

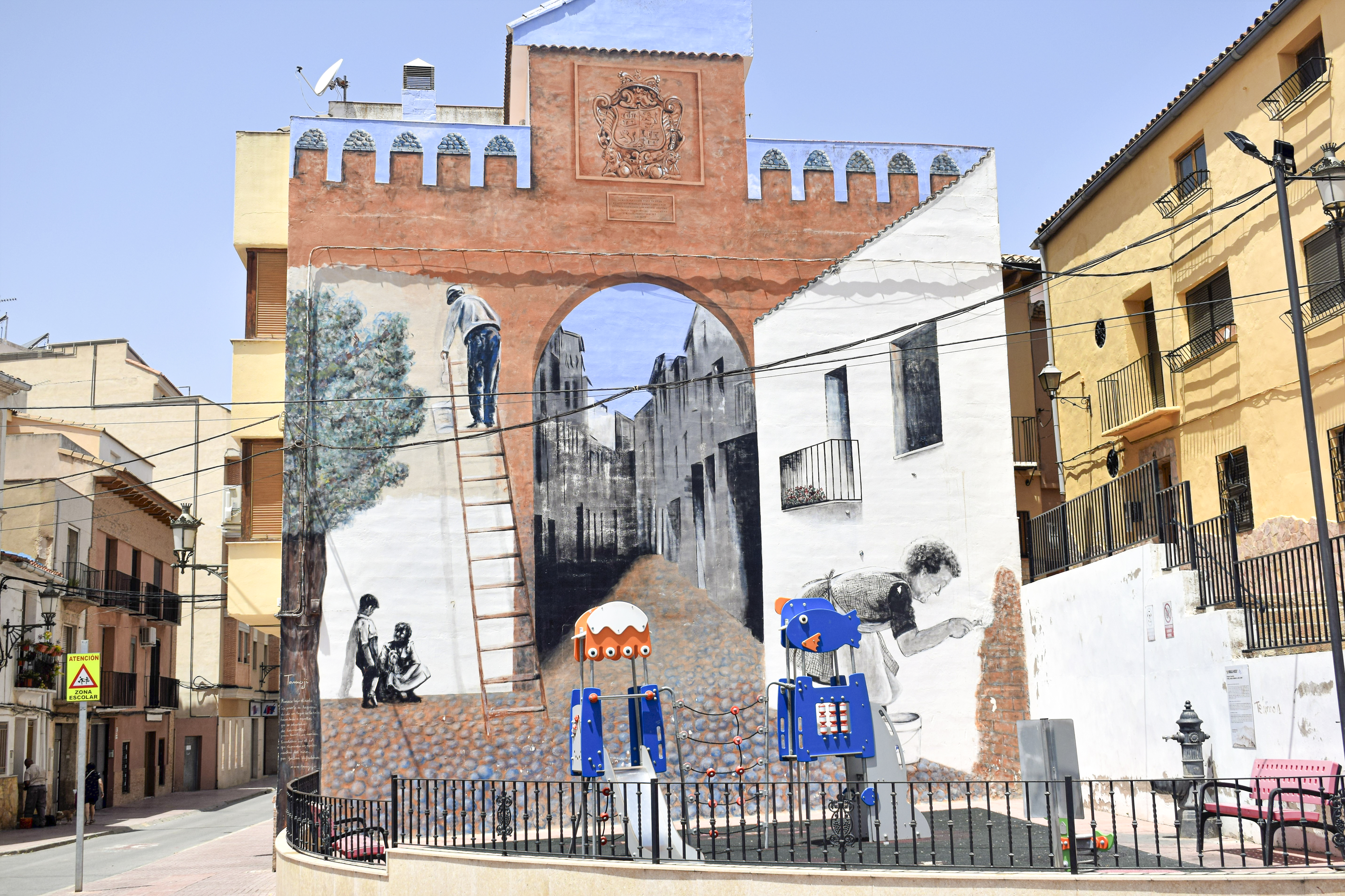
Mural Urbano

Utiel es un municipio de la Comunidad Valenciana, España. Perteneciente a la provincia de Valencia, está situado en una plana, a orillas del río Magro, en la comarca de Utiel-Requena, al oeste de la provincia, cerca del límite con la provincia de Cuenca, Castilla-La Mancha. Hasta el año 1851 perteneció a Castilla, en concreto a la extensa provincia de Cuenca. Cuenta con una población de 11 703 habitantes (INE 2024). Se trata de un municipio castellanohablante, en el que el castellano cuenta con el predominio lingüístico reconocido legalmente.
Es un importante nudo de comunicaciones; se ubica a la orilla de la autovía A-3, Madrid-Valencia. Posee estación de ferrocarril desde finales del siglo XIX, línea Madrid-Cuenca-Valencia y cercanías Utiel-Valencia, Nacional-330 Alicante a Francia por Zaragoza y una red de carreteras locales y comarcales, dos polígonos industriales y un parque empresarial. Desde diciembre de 2010 posee conexión con la LAV Madrid-Levante a través de la estación de Requena-Utiel, situada en la salida 285 de la autovía A-3.
El municipio de Utiel limita con Sinarcas, Camporrobles, Fuenterrobles, Caudete de las Fuentes, Requena, Benagéber y Chelva, todos ellos en la provincia de Valencia, y con Aliaguilla, que pertenece a la provincia de Cuenca.

## Geografía
El relieve presenta una forma relativamente llana, en forma de meseta prolongada hacia el sur y el este cerrada por bordes montañosos por el noreste y el oeste, mientras que por la parte central-septentrional la rambla de la Torre forma un pequeño valle de fondo plano que es como un pasillo hasta las tierras llanas de Sinarcas. Por el lado noreste se levanta la sierra del Negrete o de Utiel, poderoso anticlinal jurásico de orientación ibérica que separa a esta comarca de la de Los Serranos. En esta sierra se encuentra el pico del Remedio, cima de la comarca con 1307 m de altitud sobre el nivel del mar. Por el lado noroeste se levanta la sierra de Bicuerca que hace de límite con Fuenterrobles y Camporrobles y cuya máxima altitud alcanza los 1118 m. El río Magro procede de la unión del río Madre y de la rambla de la Torre y pasa por el pueblo en su curso descendente hacia el Júcar. El pueblo se alza a 735 m sobre el nivel del mar.
| Noroeste: Camporrobles           | Norte: Sinarcas | Noreste: Benagéber y Chelva |
| Oeste: Fuenterrobles             |                 | Este: Requena               |
| Suroeste: Caudete de las Fuentes | Sur: Requena    | Sureste: Requena            |

### Clima
El clima de Utiel es mediterráneo continental, de veranos cálidos por el día, con temperaturas superiores a 30 °C, incluso en algunas ocasiones de hasta 40, pero con temperaturas nocturnas que no suelen superan los 18 °C, y con inviernos rigurosos, en los que en diversos días se baja de -10 °C, nevando parte de ellos, todos estos síntomas térmicos dignos del clima continental. Las precipitaciones anuales rondan los 389 mm de media, con un volumen total en los años 2022 y 2023 de 396.4 y 272.6 mm. La mayoría de la precipitación estival se concentra en tormentas veraniegas de gran intensidad, que ocasionalmente descargan en forma de granizo, en la que, en diversas ocasiones, puede llegar a llover de forma torrencial.
| Parámetros climáticos promedio de Utiel (Periodo de referencia: 1991-2020) | Parámetros climáticos promedio de Utiel (Periodo de referencia: 1991-2020) | Parámetros climáticos promedio de Utiel (Periodo de referencia: 1991-2020) | Parámetros climáticos promedio de Utiel (Periodo de referencia: 1991-2020) | Parámetros climáticos promedio de Utiel (Periodo de referencia: 1991-2020) | Parámetros climáticos promedio de Utiel (Periodo de referencia: 1991-2020) | Parámetros climáticos promedio de Utiel (Periodo de referencia: 1991-2020) | Parámetros climáticos promedio de Utiel (Periodo de referencia: 1991-2020) | Parámetros climáticos promedio de Utiel (Periodo de referencia: 1991-2020) | Parámetros climáticos promedio de Utiel (Periodo de referencia: 1991-2020) | Parámetros climáticos promedio de Utiel (Periodo de referencia: 1991-2020) | Parámetros climáticos promedio de Utiel (Periodo de referencia: 1991-2020) | Parámetros climáticos promedio de Utiel (Periodo de referencia: 1991-2020) | Parámetros climáticos promedio de Utiel (Periodo de referencia: 1991-2020) |
| Mes                                                                        | Ene.                                                                       | Feb.                                                                       | Mar.                                                                       | Abr.                                                                       | May.                                                                       | Jun.                                                                       | Jul.                                                                       | Ago.                                                                       | Sep.                                                                       | Oct.                                                                       | Nov.                                                                       | Dic.                                                                       | Anual                                                                      |
| -------------------------------------------------------------------------- | -------------------------------------------------------------------------- | -------------------------------------------------------------------------- | -------------------------------------------------------------------------- | -------------------------------------------------------------------------- | -------------------------------------------------------------------------- | -------------------------------------------------------------------------- | -------------------------------------------------------------------------- | -------------------------------------------------------------------------- | -------------------------------------------------------------------------- | -------------------------------------------------------------------------- | -------------------------------------------------------------------------- | -------------------------------------------------------------------------- | -------------------------------------------------------------------------- |
| Temp. máx. media (°C)                                                      | 11.8                                                                       | 13.4                                                                       | 16.4                                                                       | 19.2                                                                       | 24.0                                                                       | 29.4                                                                       | 33.3                                                                       | 32.5                                                                       | 27.1                                                                       | 21.5                                                                       | 15.1                                                                       | 12.1                                                                       | 28.0                                                                       |
| Temp. media (°C)                                                           | 5.8                                                                        | 6.8                                                                        | 9.5                                                                        | 12.1                                                                       | 16.4                                                                       | 20.6                                                                       | 23.7                                                                       | 23.4                                                                       | 19.3                                                                       | 14.5                                                                       | 9.1                                                                        | 6.4                                                                        | 14.0                                                                       |
| Temp. mín. media (°C)                                                      | -0.3                                                                       | 0.2                                                                        | 2.5                                                                        | 4.9                                                                        | 8.6                                                                        | 11.8                                                                       | 14.1                                                                       | 14.2                                                                       | 11.5                                                                       | 7.4                                                                        | 3.0                                                                        | 0.6                                                                        | 6.5                                                                        |
| Precipitación total (mm)                                                   | 27.8                                                                       | 16.2                                                                       | 26.7                                                                       | 37                                                                         | 43.8                                                                       | 26.5                                                                       | 7.1                                                                        | 11.6                                                                       | 32                                                                         | 40.2                                                                       | 36                                                                         | 30.6                                                                       | 335.5                                                                      |
| Fuente: Agencia Estatal de Meteorología (medias y precipitación 1991-2020) |                                                                            |                                                                            |                                                                            |                                                                            |                                                                            |                                                                            |                                                                            |                                                                            |                                                                            |                                                                            |                                                                            |                                                                            |                                                                            |

## Historia
Sus orígenes se remontan al paleolítico, ya que se han encontrado yacimientos relacionados con dicha etapa; pero no existía tejido urbano hasta el Bajo Imperio, notando en el diseño del Cardum y del Decumanum en la calle Santa María y calle Real. Salvo algunos hallazgos de bóvedas de cimentación y algunas lápidas, no hay ningún resto arqueológico importante.
Entre las teorías que hablan del origen de su nombre, existe la creencia de que en la época romana, la ciudad podía llamarse Otobel u Otobesa, mientras que en la época musulmana sería Serra, Serrezuela o Serradiel. No es hasta la conquista del rey de Aragón, Alfonso I, entre 1123 y 1125 que su nombre llegó a ser Otiello u Otielo. Con el tiempo, la transformación silábica dio el nombre que conocemos: Utiel.
Utiel perteneció al reino visigodo, siendo conquistada después por los árabes. Fue reconquistada posteriormente, y pasó a formar parte del reino de Castilla, como extensión del Marquesado de Moya. Pedro I de Castilla el Justiciero le otorgó la carta puebla en 1355 en Curiel de los Ajos. Durante la guerra civil de Isabel de Castilla, la ciudad se rebeló contra el marqués de Moya, a su vez, contra el marqués de Villena, don Juan Pacheco; eso le valió la desvinculación como municipio independiente respecto al municipio de Requena
Felipe IV le concedió el título de ciudad en el año 1645, en una noche en la cual se hospedó en la Casa de las Cadenas (hoy es el Salón Bar Pérez), siendo pues una de las ciudades más antiguas de España.
En el siglo siguiente, parte de la industria sedera que se malogró en Requena se instaló en Utiel. De esa época data la creación del ayuntamiento, construido en el reinado de Carlos III y reformado en varias veces conservando el pórtico de entrada con el blasón real y su inscripción
En la división provincial de Javier de Burgos quedó incorporada a la provincia de Cuenca; sin embargo, en 1851, y a través de la Real Orden del 25 de junio, se decidió su incorporación a la de Valencia, de la que pasó a depender. Es consecuencia de la inmigración de los primeros pasiegos, atraídos por el negocio vitivinícola por los precios al alza del vino para su transformación en alcohol. Por el mismo tiempo el término de Caudete de las Fuentes se independiza gracias a una figura local, y a su vez las aldeas de Los Corrales y Las Casas, pero volverían a reintegrarse.
La inauguración en 1885 de la línea ferroviaria Valencia-Utiel (como primer paso para la línea Valencia-Cuenca-Madrid) revolucionó el sector vinícola de la zona debido a que la producción se podía transportar al puerto de Valencia para ser exportada a toda Europa. Ello generó un incremento de la actividad económica y de la población. En 1912 los viñedos de Utiel sufrieron los ataques de la filoxera, pero el ritmo de repoblamiento gracias a Rafael Janini Janini fue superior al de destrucción y fue en 1950, estando la epidemia ya superada, cuando la extensión de la superficie de viñedos fue máxima.
Asimismo, cabe destacar la participación de Utiel en la batalla del Tollo, también conocida como acción de Utiel (agosto de 1812), que fue capitaneada por el capitán general Pedro Villacampa Maza de Lizana contra el enemigo invasor, a saber, las tropas napoleónicas del Imperio francés. En dicha batalla, a pesar de estar en inferioridad numérica y sin artillería, el capitán general Pedro Villacampa fue capaz de derrotar a unos 1800 franceses que acabaron en retirada en el pueblo vecinal de Requena.
El pueblo de Utiel fue recompensado por el rey Fernando VII en 1814 recibiendo la Cruz Laureada de San Fernando, que es el mayor reconocimiento militar que otorga el estado español. Años más tarde, Utiel tomó partido por Carlos María Isidro en la guerra carlista, donde se utilizó como base para el Asedio de Requena en 1834.
Durante la Guerra Civil, al estar en zona republicana durante toda la contienda, no hubo ataques directos sobre la población a excepción de los bombardeos de la aviación franquista. Sin mucha repercusión debido a que el centro histórico es una red de cuevas y pasadizos accesibles por cada casa, y a que los mandos locales construyeron un largo búnker bajo la calle Beato Gálvez. Sin embargo, sí hubo una presencia notable de guerrilleros, reclutados entre la población por jefes de ambos bandos, que se dedicaban a operaciones de sabotaje: tales consecuencias fueron el incendio del retablo mayor de la iglesia y el incendio del Archivo municipal.

## Geografía humana

### Organización territorial
En el término de Utiel, además de la propia ciudad, se ubican los siguientes núcleos de población:

#### Las Casas
En su territorio varios yacimientos de las épocas ibéricas y romanas verifican su antigüedad. En los siglos oscuros de la Edad Media la población no llegó a desaparecer y merced a la fecundidad de sus tierras experimentó un gran desarrollo en la Edad Moderna siendo su actividad principal la agricultura junto con la ganadería. En aquellos días era conocida como Las Casas de Lorén Ponce, y en algunos documentos se le menciona como Casas de Oroponce, y por último como Las Casas. La iglesia, erigida en parroquia en el año 1795, está dedicada a san José Obrero, ha sido restaurada recientemente. Cuenta esta población con 281 habitantes y diversos servicios entre los que destaca un buen polideportivo con multitud de instalaciones; y una nutrida y acreditada agrupación musical fundada en 1900 con el nombre de la Recreativa. Las fiestas se realizan en honor de san José en las proximidades del uno de mayo. Junto a las de verano que tienen cita con el calor estival.

#### Los Corrales de Utiel
A 5 kilómetros de la ciudad de Utiel y con 270 habitantes, en tierras de suelos muy fértiles con abundantes manantiales de agua que han favorecido el desarrollo de una agricultura muy productiva y en pasados tiempos una pujante ganadería como nos sugiere en nombre de la aldea. La iglesia parroquial de 1795, está dedicada a San Pedro Apóstol. Consta con planta de cruz latina de una sola nave sustentada con bóveda de cañón con lunetos laterales y un coro con ventana ojival en el centro. Tiene seis pequeñas capillas laterales y arcadas de medio punto, apoyadas en pilares de prisma cuadrangular y base en cruz griega con cúpula semiesférica sin linterna. Junto al altar mayor hay algunos azulejos importantes de cerámica azulada y enterramientos de benefactores. La parte más característica es la torre-campanario, inspirada en el templete de San Pietro in Montorio de Roma, del arquitecto renacentista Bramante. Las fiestas patronales de San Pedro Apóstol el 29 de junio y las veraniegas de la Vendimia el 15 de agosto.

#### Las Cuevas
Es la principal aldea de Utiel con 513 habitantes censados encontrada en un nudo de comunicaciones, tal lo demuestra el contar con estación de tren de la línea Cuenca-Valencia. De fundación muy antigua, pues muy cercana a la población se han encontrado restos de la civilización ibérica. En la Edad Media adquirió cierta importancia como punto de peregrinaje a su ermita dedicada a Nuestra Señora de Loreto, posiblemente levantada en época anterior a 1294. Alrededor de esta primitiva ermita se fue configurando el actual núcleo urbano, dedicándose principalmente sus habitantes a la agricultura y la ganadería. La iglesia, puesta bajo la advocación antiquísima de Nuestra Señora del Loreto se constituyó en parroquia en 1795. Tradicionalmente las fiestas patronales se celebran el 10 de diciembre en honor a Ntra. Sra. De Loreto, completadas con las fiestas de verano en torno al 15 de agosto. Acompañadas por actos realizados por la Agrupación Musical Las Cuevas, que es la única pedanía que continúa teniendo banda propia. La visita se complementa con la entrada al lavadero público, el moderno centro social y las viviendas-cuevas originarias del núcleo de población.

#### Estenas
En plena sierra del Negrete, en el valle que separa la Sierra Rampina y la de Juan Navarro se ubica la aldea más pequeña con tan solo 34 habitantes inmersos entre frondosos pinares donde abunda la caza mayor y menor. Estenas es un asentamiento desde la Edad del Bronce, los primeros documentos en la que se menciona como Casa de Estenas son del siglo XIV. El cual tuvo su origen en la plaza del Olmo y el Camino Viejo de Utiel a Chelva, que sirvió como hospedaje de los Caballeros de la Sierra, cuya finalidad era preservar y guardar las haciendas del término de las intromisiones de ganados y labradores foráneos.
En Estenas, además de contemplar parajes de extraordinaria belleza paisajística como El Llano, El Losar o Los Mancebones, existen un olmo centenario árbol monumental y la iglesia actual de 1966 reconstruida sobre la primitiva ermita, de una sola nave y que venera al patrón, el arcángel San Miguel, celebrándose sus festejos a finales de junio.

#### La Torre
A unos 13 kilómetros de Utiel se encuentra la aldea más alejada en dirección noroeste con unos 145 habitantes. En sus alrededores existen yacimientos de la Edad del Bronce. Durante el medioevo existía una torre de Pascual Ariza, origen de la población y el nombre actual, donde se ubicaba una importante comunidad judía expulsada en 1492 por el edicto de los Reyes Católicos, entre los que se encontraba el historiador y rabí Abraham ben Salomo, autos del libro de La Cábala. En sus calles se puede contemplar parte de la del muro de la torre origen de la pedanía en la calle Pascual Ariza, y la ermita dedicada a San Antonio Abad. Se celebran las fiestas en honor a los Santos patrones, San Antonio Abad el 17 de enero y San Antonio de Padua el 13 de junio, además de otras fiestas en agosta que gozan de mayor afluencia.

#### Casas de Medina
Situada a 8,5 kilómetros al norte de Utiel, Casas de Medina, también conocida como la Casa Medina, es más una urbanización perteneciente a Utiel. Se sitúa en torno al Cerro de la Mazorra, principalmente a lo largo de su ladera sureste, llegando, en algunos puntos, hasta cerca de la cima. Cuenta con una población permanente de en torno a 181 habitantes (2023) que se ve multiplicada durante los meses de julio y agosto al estar formada en su mayoría por segundas residencias. Dispone de un centro social recreativo con una piscina, varias instalaciones deportivas y un restaurante. A pesar de no contar con las típicas estructuras administrativas y religiosas de una pedanía, la Casa Medina cuenta con ciertos detalles que, unidos a su distancia del núcleo urbano, invitan a considerarla como tal. Detalles tales como las marcas de núcleo de población en la carretera CV-390, un código postal propio y distinto al de Utiel. Su origen fue una casa de trabajo perteneciente a una familia pudiente de nombre homónimo.

#### El Hontanar
Es otra urbanización, situada a 7 kilómetros de Utiel y justo al norte de Casas de Medina y separada de ella por el ancho de la carretera CV-390. La urbanización cuenta con unas 67 viviendas distribuidas en 141 parcelas aproximadamente.
También existe una instalación recreativa, situada en las inmediaciones del Barranco del Hontanar. Esta zona dispone de abrevadero, paellero, comedor y mesas. Además a dos kilómetros en la falda de la Sierra Negrete, se encuentra el Santuario de Nuestra señora del Remedio, construido en el siglo XVI. Situado en plena Sierra de Utiel es una estructura de una altura máxima de 1.3010 m, la ermita fue terminada hacia el 1564 o 1565, aúne en los últimos tiempos ha sido modificada siguiendo su primitiva, sencilla y especifica arquitectura.

#### El Remedio
Situada a 10 kilómetros de Utiel, la aldea del Remedio está formada por las diferentes casas construidas en torno a la ermita del Remedio, datada de 1564. En esta se encuentra la Virgen del Remedio, la patrona del pueblo. Todos los años, el día 6 de septiembre, una romería recorre los 10 kilómetros que separan la ermita de Utiel para llevar a la Virgen al pueblo con motivo de las fiestas patronales de septiembre. Esta romería se repite en sentido inverso para devolverla a la ermita el último domingo de octubre.

### Demografía
Utiel cuenta con una población de 11 703 habitantes (INE 2024).
| Gráfica de evolución demográfica de Utiel entre 1857 y 2021                                                         |
| |
| Población de derecho según los censos de población del INE Población de hecho según los censos de población del INE |

El municipio es completamente castellanohablante, y se encuentra dentro del predominio lingüístico de esta lengua.

## Economía
El auténtico flujo socioeconómico de la ciudad de Utiel, sus pedanías y sus poblaciones limítrofes, es el vino. Este se lleva produciendo en la localidad aproximadamente 2700 años. Aparte del beneficio que aporta su producción, en las últimas décadas se ha desarrollado el turismo enológico y natural de la zona, que también proporciona ganancias económicas.
Posee la ciudad una bodega cooperativa, llegando a ser en su momento la mayor de la Comunidad Valenciana, activa desde 1927. En ella, se elaboran cada vendimia vinos de calidad, predominantemente tintos; procedentes de la variedad Bobal. No obstante la introducción en los últimos años de variedades internacionalmente conocidas, como Cabernet Sauvignon, Merlot, Chardonnay y otras, han venido a coadyuvar dentro del más puro estilo clásico. Vinos, tanto tintos de envejecimiento como crianzas, reservas, o blancos fermentados en barrica y tintos actuales como el tipo madurado en barrica.

### Comunicaciones
En Requena-Utiel hay estación de tren. Cada día pasan aproximadamente 8 trenes que comunican la estación con la de Joaquín Sorolla de Valencia y con la de La puerta de Atocha de Madrid. Lleva en uso desde 1885, cuando se abrió la línea que iba desde Utiel a Sieteaguas.
La localidad también dispone de un servicio de autobuses que conecta las localidades cercanas y muchas de las pedanías.
Los aeropuertos más próximos son el Aeropuerto de Valencia (VLC) a 63.32 km, el Aeropuerto de Alicante (ALC) a 153.06 km y el Aeropuerto de Murcia-San Javier (MJV) a 202.15 km.

## Administración y política
| Periodo   | Nombre                    | Partido   |
| --------- | ------------------------- | --------- |
| 1979-1983 | José Yagüe Hernández      | PSPV-PSOE |
| 1983-1987 | Luis Pérez Moya           | PSPV-PSOE |
| 1987-1991 | Luis Pérez Moya           | PSPV-PSOE |
| 1991-1995 | José Yagüe Hernández      | PSPV-PSOE |
| 1995-1999 | Vicente Sánchez Iranzo    | PSPV-PSOE |
| 1999-2003 | Enrique Luján Castro      | PP        |
| 2003-2007 | Enrique Luján Castro      | PP        |
| 2007-2011 | José Luis Ramírez Ortiz   | PP        |
| 2011-2015 | José Luis Ramírez Ortiz   | PP        |
| 2015-2019 | Fernando Benlliure García | PSPV-PSOE |
| 2019-2023 | Fernando Benlliure García | PSPV-PSOE |
| 2023-act. | Ricardo Gabaldón Gabaldón | PP        |

## Cultura

### Patrimonio

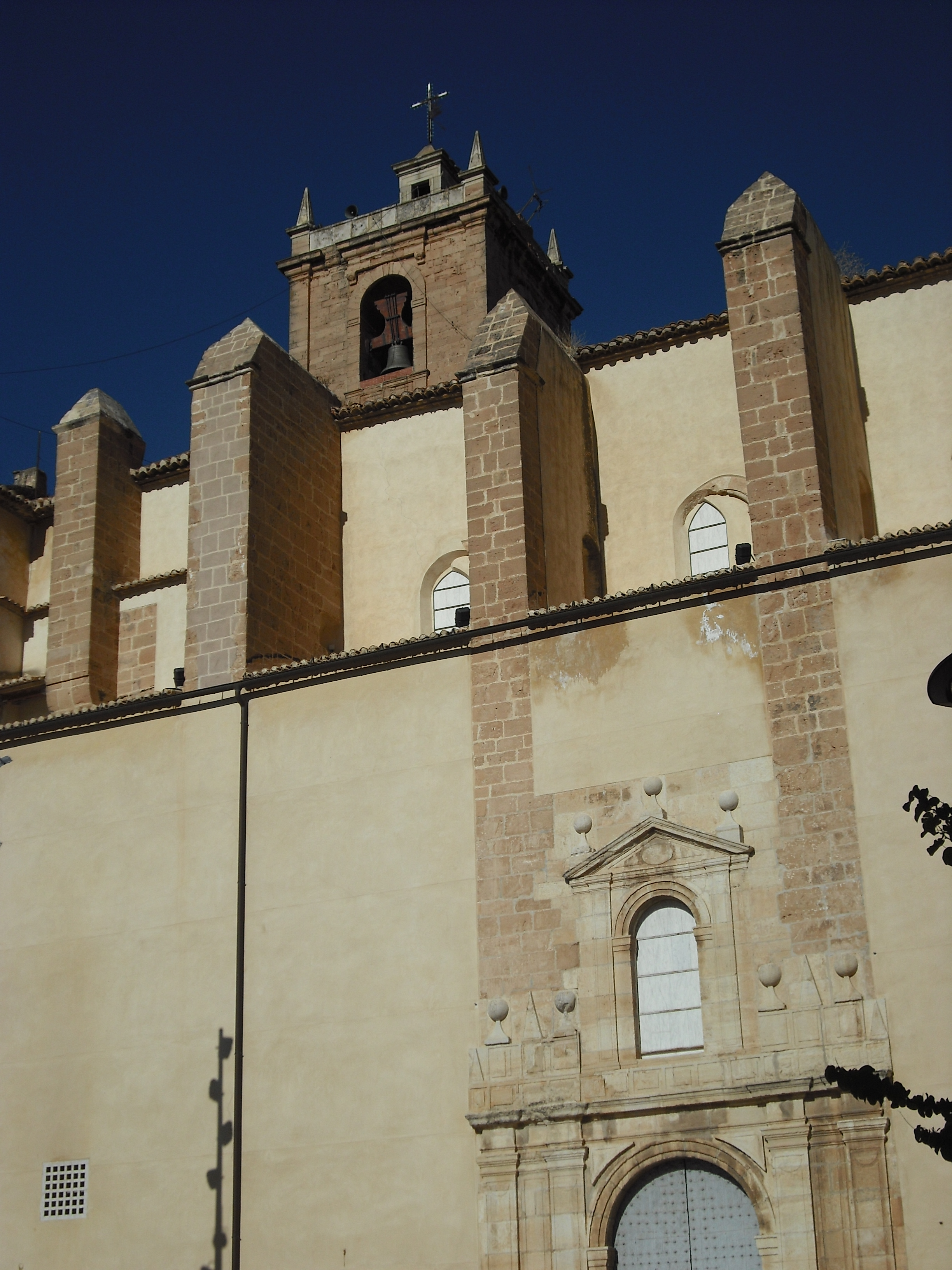
Fachada lateral de la iglesia de Nuestra Señora de la Asunción

- Iglesia de Nuestra Señora de la Asunción (siglo XV-XVI). Es el monumento utielano de mayor importancia tanto histórica como artística. Cuenta con unas proporciones catedralicias (su anchura es igual a la de la catedral de Valencia) y es un exponente del gótico meridional o mediterráneo, en su estado tardío.[48] La bóveda se eleva a una altura de 23 m, es de crucería y presenta diversos elementos propios del gótico tardío, como por ejemplo la utilización de nervaduras torsas que tienen su arranque en pilares de idéntica traza adosados a los contrafuertes. Su exterior es de gran sobriedad. Esta iglesia está declarada Bien de Interés Cultural.[49]
- Iglesia de San Francisco (siglo XVIII), neoclásica. Destaca por su torre campanaria esbelta.[50] Ha sido hospicio y convento.[51]
- Iglesia de La Merced (siglo XVII), neoclásica. Como atestigua su nombre, albergó a los Mercedarios, religiosos establecidos en Utiel, en 1635 y desaparecidos a causa de la Desamortización, en 1835.[50] Su fundación se debe a Don Pedro de Medina, mediante la donación de su fortuna y terrenos, pues Utiel no contó con conventos durante la Edad Media. Es similar a la de San Francisco en estética, aunque de mayor tamaño, e igualmente presenta planta de cruz latina con cúpula sobre el crucero, revestida en su exterior con tejas vidriadas de color azul. En su interior destacan las pinturas al fresco del presbiterio y de las pechinas de la cúpula relativas a la vida de los mercedarios.[51]
- Ermita del Remedio (siglos XVI, XVII y XVIII), barroco y neoclásico. Alberga a la Patrona de Utiel, la Virgen del Remedio; se encuentra ubicada en plena Sierra Negrete, a unos diez kilómetros al norte de Utiel, y a una altitud de 1092 m en medio de un entorno de gran valor ecológico. Comenzó a levantarse a expensas del municipio en el año 1564. Ha experimentado diversas reformas y ampliaciones. La más importante sin duda la llevada a cabo durante el siglo XVII en estilo barroco. A esa época pertenece la parte principal del santuario, esto es, la iglesia y el camarín de la Virgen, verdadera joya pictórica, siendo este último el elemento artístico más sobresaliente de la ermita por sus pinturas al fresco, realizadas por Felipe Navarro en 1728 y que cubren todo el espacio hasta la cúpula. Destacan los porches abiertos al sur levantados en el siglo XVIII sobre arcos de ladrillo. El santuario ha sido objeto de varias restauraciones y ampliaciones, principalmente en las tres últimas décadas, siendo por sus valores religiosos, artísticos y monumentales uno de los principales de la Comunidad Valenciana.[50]

Ciudad antigua (centro histórico)
El actual centro histórico de Utiel se corresponde con la villa medieval altomedieval. Este recinto se halla enmarcado por las calles Canónigo Muñoz, Puerta del Sol, Cesáreo Marco Yagüe, Puerta de las Eras, Reyes Católicos o Cuesta de San Juan, Nicolás Ruiz y Camino. Se caracteriza por calles estrechas de estilo medieval que dan lugar, recurrentemente, a plazetas. También se pueden encontrar paredes entabladas con soportes verticales. Bajo de ellas se pueden encontrar bodegas subterráneas.
Su evolución histórica ha configurado en su interior tres espacios perfectamente diferenciados en los que se mantiene intacta, salvo algunas intervenciones posteriores (apertura Haussmann de la calle Beato Gálvez en el siglo XIX, como medida higienista), la trama viaria y la escena urbana. Se conservan así mismo diversas edificaciones que ejemplifican las distintas tipologías constructivas que han existido a lo largo de su historia. Esos espacios son los siguientes:
Recinto musulmán
Situado en torno a las calles Serratilla, Pozo, Armas, Amargosas parte de las de Santa María y Adarve y adyacentes. Es la parte más antigua y corresponde a la fortificación musulmana que fue desarrollándose hasta el momento de la reconquista. Sus calles son estrechas y retorcidas, con abundancia de quiebros y callejones sin salida («culos de saco»). Abundan las construcciones de poca altura, encaladas, con planta confusa puesto que se introducen unas sobre otras, con grandes espacios interiores al aire libre, formando pequeñas manzanas. Existen varios ejemplos de la tipología de vivienda más antigua del casco histórico: se trata de edificaciones de planta baja y piso superior con alero o con voladizo sobre la calle apoyado en vigas de madera labrada. Pueden apreciarse en la calle Huerta de Torán, callejón del Hontanar, calle Amargosas, y calle Armas.
Recinto cristiano

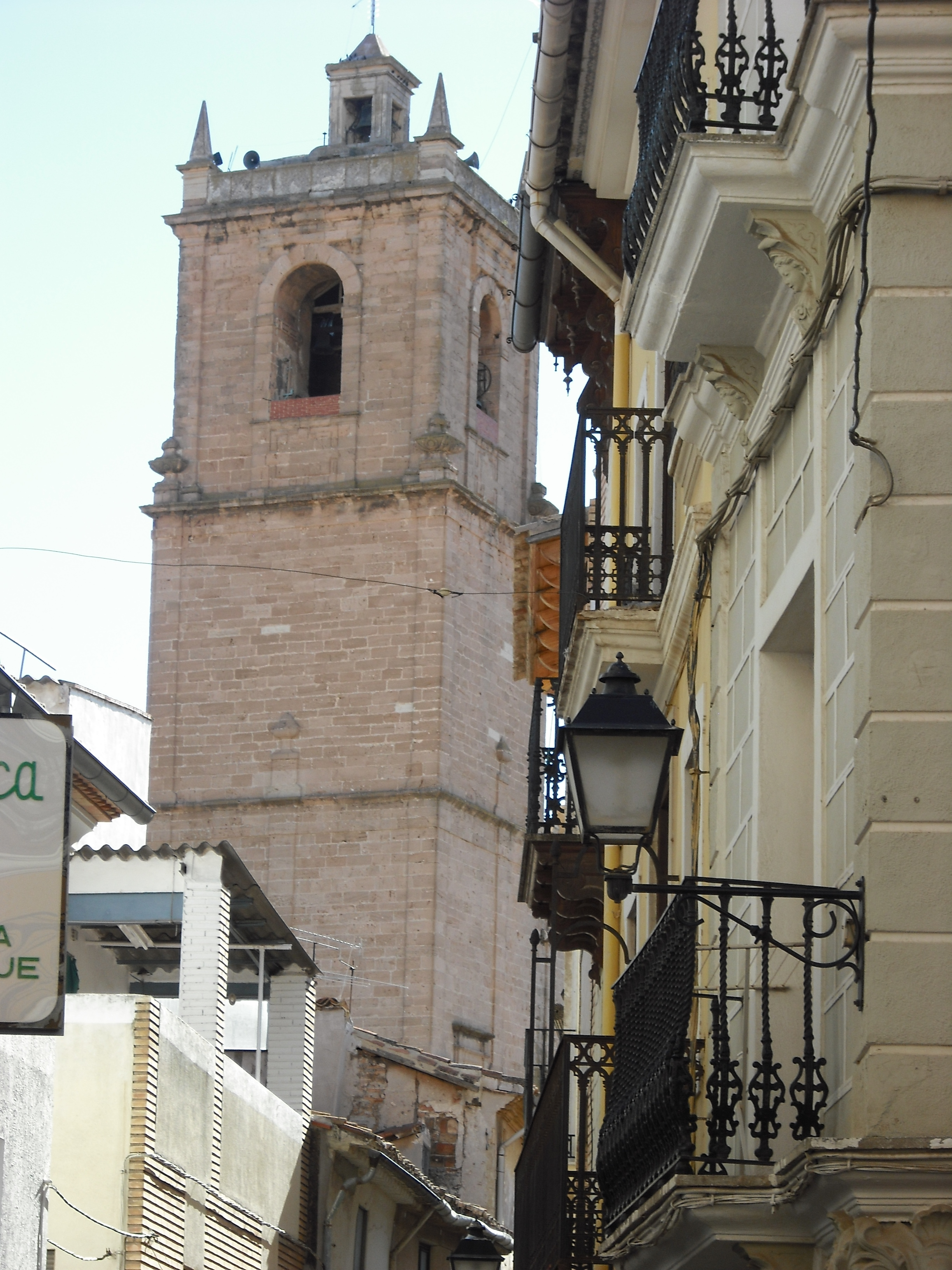
Calle de Santa María

Sus ejes principales son las calles de Santa María y Real que convergen en la plaza de la Villa (actual del Ayuntamiento), espacio central del casco antiguo con gran valor histórico, artístico y social, puesto que en ella se encuentran los edificios más importantes como son la iglesia de Nuestra Señora de la Asunción (siglo XVI) y la Casa Consistorial (siglo XVIII), y antaño el Pósito o las Carnicerías; esta parte de época cristiana abarca además las plazas de Miguel Ballesteros (antigua placetilla de los Santos) y del Castillo (plaza de armas del desaparecido castillo), así como las calles Puerta Nueva, Álamos, Arco, Corralazo del Paño, Aseo, Santísima Trinidad, Enmedio y Cavera. Su origen se produce tras la reconquista cristiana aunque es posible que parte de dicho recinto existiera ya bajo la dominación musulmana como arrabales situados fuera de la muralla. Las calles son más rectas y presentan un trazado mucho más regular. Las viviendas son de mayor tamaño y la tipología constructiva más destacada es la de las casas solariegas, las mansiones ocupadas por familias nobles o terratenientes, de las que quedan buenos ejemplos: la casa de la Cadena o de los Córdova en la calle de Santa María (siglo XVI), la casa de Iranzo en la calle Santa María que cuenta con escudo declarado Bien de Interés Cultural, la casa del Mariscal Iranzo en la calle Real que también cuenta con escudo protegido o la casa de la guarnicionería en la calle Esparto. Existen otros escudos en fachadas declarados Bien de Interés Cultural como los de Gálve, en la calle Amargosas, o de Aller en la calle Puerta Nueva.
Bodegas subterráneas
De gran relevancia, las bodegas subterráneas que recorren todo el centro histórico creando una ciudad paralela bajo tierra aprovechando los múltiples pasadizos medievales y otras muchas realizadas ex profeso para la realización y conservación del vino de variedad bobal, autóctona de la Plana de Utiel y zonas aledañas. Se calcula que en su momento existieron alrededor de 500 bodegas subterráneas. Destacan las bodegas de titularidad municipal como la que se encuentra en la propia Oficina de Turismo; el circuito de la calle Puerta Nueva que cuenta con 5 bodegas; la bodega del ayuntamiento en la que podemos ver un arco ojival de arte gótico realizado en sillería durante el siglo XIII; o las Bodegas Subterráneas de la plaza Puerta del Sol.
Existen un sinfín de bodegas subterráneas dispersadas por todo el viario utielano, muchas de ellas no se pueden visitar o se han perdido, pero este hecho refleja perfectamente el apodo Utiel viña de España. Junto a este gran número de bodegas subterráneas un papel fundamental en el desarrollo de la vitivinicultura fueron los tinajeros. Artesanos de la arcilla que propiciaron que la economía del vino, primero en Utiel, y posteriormente en el resto de la comarca, fuese la palanca de cambio de una sociedad ganadera a otra agrícola, basada principalmente en la vitivinicultura. Estos artesanos amasaron toneladas y toneladas de barro para dejar su impronta hecha tinajas, unos recipientes recios pudiendo pesar entre 600 o 700 kilos y las habituales tenían una capacidad de 100-120 arrobas de vino (1600-1920 litros) realizadas en Utiel y que se extendieron por toda la comarca y zonas limítrofes. Las más antiguas datan de la década de 1720 extendiéndose esta artesanía hasta el cambio del siglo XIX al XX, prácticamente dos siglos. Posteriormente, los nuevos métodos productivos dejaron obsoletas estas grandes tinajas, quedando bajo nuestros pies como reliquias y testigos de aquella producción vinícola tradicional y artesanal, junto con otros elementos de las bodegas como trullos, trulletas, canilleros, canalizaciones o respiraderos, que si callejeamos con atención los podremos ver a ras de suelo junto puertas y ventanas en las fachadas de las viviendas.
Judería
Está documentada la existencia en Utiel de una comunidad judía cuya aljama ocupaba las actuales calles de la Huerta de Torán, parte de la de Armas y Esparto. En el seno de dicha comunidad nació Abraham ben Salomón de Torrutiel, escritor y cabalista, que desarrolló su obra fuera del Reino de Castilla tras la expulsión de los judíos castellanos en 1492.
Casa consistorial

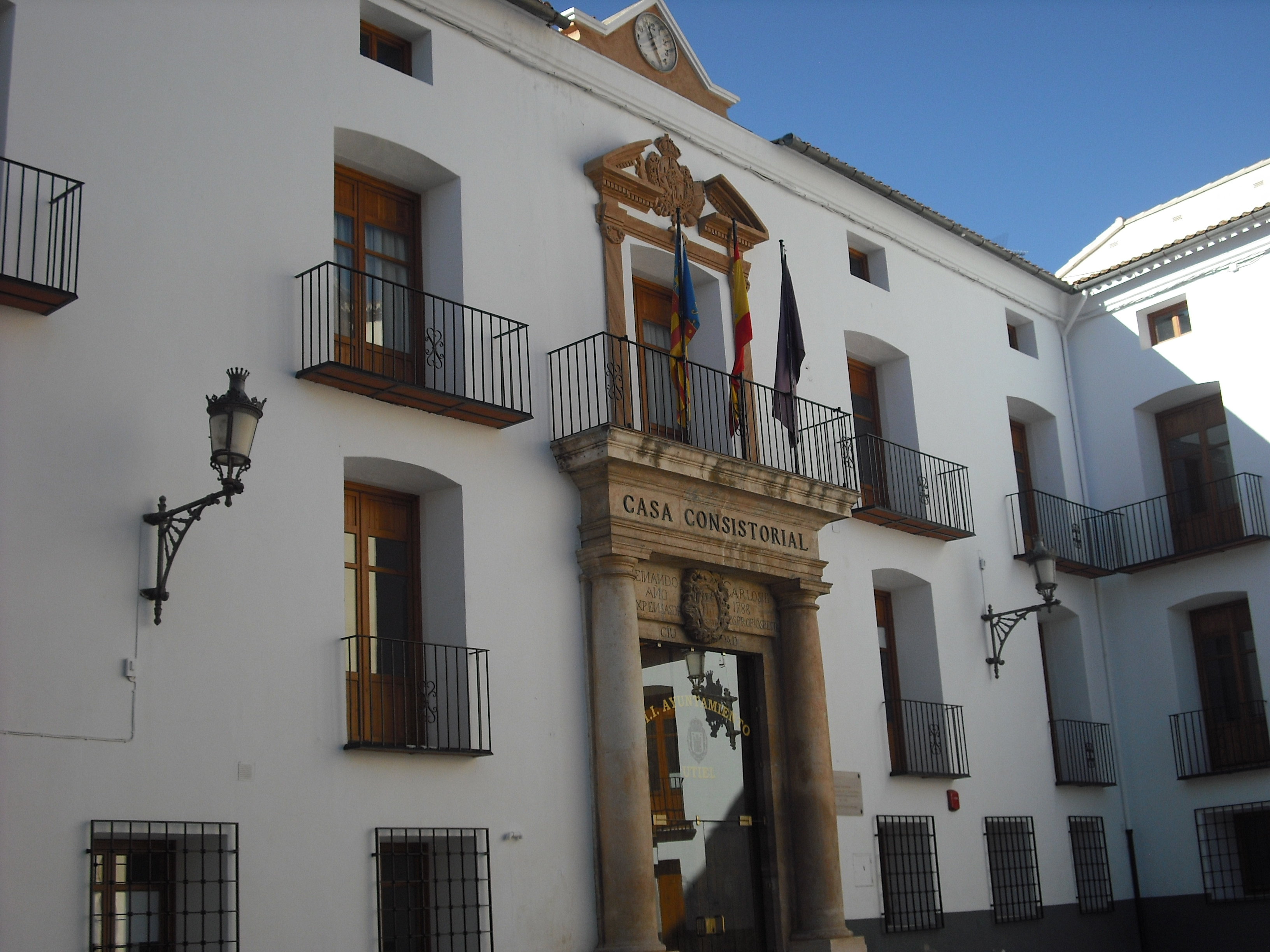
Casa Consistorial

Edificio neoclásico de sobria arquitectura castellana, construido en 1788 bajo el reinado de Carlos III, como así lo atestigua la inscripción tallada de origen posterior en la piedra del dintel de su pórtico, enmarcado por dos columnas toscanas. Su construcción fue sufragada con la venta de varios miles de carrascas procedentes de la dehesa de El Ardal, propiedad del concejo.
Bodega Redonda, sede del consejo regulador de los vinos Utiel-Requena
Máximo emblema de la cultura del vino de la DOP Utiel-Requena. La bodega, de forma circular como indica su nombre data de 1891 siendo una de las tres únicas existentes con esta forma en toda España. En 1932, ya siendo propiedad de la Cooperativa Agrícola Utiel, se edificó un edificio anexo para albergar más depósitos por el aumento de la producción, tiene forma rectangular y es la Sede del Consejo Regulador de la DOP Utiel-Requena en la actualidad. Por su parte, la bodega original es el Museo del Vino de la Comunidad Valenciana. En su interior cuenta con una colección de paneles explicativos acompañados de elementos etnográficos relacionados con el cultivo y fabricación del vino en la planta baja, en las antiguo espacio central donde se colocaba la maquinaria que hacia el mosto, y los depósitos. En la planta superior, se puede contemplar la enmarañada estructura de hierro forjado que sostiene el techo cónico y contemplar la colección de botellas de la denominación.
Plaza de toros
La tradición taurina en la ciudad viene de lejos, existen documentación y exvotos pictóricos que confirman la realización de corridas desde el siglo XVI en la plaza del Ayuntamiento para celebrar festejos religiosos, coronaciones... La afición era tal que se fundó la Sociedad Taurina La Utielana con 103 socios en 1857. Los cuales costearon la construcción del coso de mampostería encargando su construcción a Alfonso Diego de Aroca e inaugurándose en 1858. El Museo Taurino de Utiel fue inaugurado en 1997 gracias a la Peña Taurina Utielana, ayudado por la Sociedad Taurina y el ayuntamiento. En el 2003 comenzó una estrecha colaboración con el Museo Taurino de la Diputación de Valencia modificándose la exposición permanente abordando la historia de la tauromaquia en la localidad, acercar de manera didáctica las componentes fundamentales de la fiesta y las características de esta en general y en el coso taurino utielano.
Almazar
Prensa de origen medieval utilizado para la extracción de cera de los paneles apícolas presionando con un émbolo. Este artilugio resalta por su rareza al ser la única prensa con esta función y tipo en toda España. Se encuentra en la Cofradía de colmeneros de San Isidro Labrador. Se compone por una gruesa viga de 8 m de longitud y 45 cm de anchura que se eleva y desciende por uno de sus extremos sujetándose a un torno unido por una piedra caliza de 2700 kilos. El torno en su parte inferior de madera era girado por dos personas. Y al otro extremo se encuentra fijo y la viga presionaba un émbolo cuando descendía la viga, comprimiendo los paneles de cera y miel colocados en un hueco realizado en un tronco de carrasca saliendo la pasta de cera resultante por una ranura al fondo del hueco a los recipientes donde se vertía el producto. La cofradía es descendiente de la antigua Real Cofradía de Labradores y Colmeneros de Utiel, una especie de gremio que regulaba la intensa actividad en torno a la miel.
Teatro Rambal
A finales del siglo XIX las necesidades culturales de la ciudad de Utiel eran tan grandes como su desarrollo económico, como así atestiguan los diversos ateneos y sociedades hoy extintas, decidiendo el consistorio construir en 1896 un teatro modernista de gran envergadura bajo el nombre de Teatro Principal, alcanzándose la cima de la larga tradición teatral del municipio.
A principios del siglo XX, Enrique Rambal, autor de teatro e hijo predilecto de la ciudad consigue un gran reconocimiento, especialmente como escenógrafo, rebautizando el edificio como Teatro Rambal. En 1932 sufre un devastador incendio, siendo inmediatamente reconstruido. Desde entonces su actividad no ha parado, representándose en sus escenas funciones teatrales, conciertos, musicales, cine... Se calcula que cada año cuenta con más de cien eventos culturales. En su interior, cuenta con un aforo capaz de acoger a más de mil personas.
Parque de La Alameda
Se trata del mayor parque que posee la población. Destaca la rehabilitada Tómbola, antiguo pabellón musical, y algunos árboles centenarios de la especie Platanus x hispanica.
Casa de la Cadena-Salón Pérez
La Casa de las Cadenas o Casa de los Córdova es un palacete noble del siglo XVI. Donde vivía una de las familias hidalgas de la villa, los Córdova. Al edificio se le concedió el derecho de asilo, por el cual podía hospedarse cualquier persona evadiéndose de la justicia por crímenes cometidos. En ella pasaron y pernoctaron diversos reyes de España como Felipe II, Felipe III, Felipe IV y Felipe V, este último con su mujer, Isabel de Farnesio y el futuro rey Luis I. La casona fue reconvertida a mediados del siglo XIX en un café, un pequeño ateneo para la prospera ciudad donde transcurrió la vida social utielana. En la actualidad sigue funcionando como café, contemplándose el estilo historicista imperante.
Castillo y muralla de Utiel
Utiel contó con una muralla desde la época musulmana. La antigua orografía natural del terreno, con una rambla de 2 m en su lado oeste, una colina en el norte, una llanura en el este y un desnivel de 10 m en el sur, hacía que la muralla tenga al menos 6 m en sus lados más vulnerables y 3 m en los lados más protegidos. En origen este recinto tenía tres portones de acceso y salida, la Puerta de Ximénez Pérez (hacia Madrid y Toledo), la Puerta de las Eras (hacia Moya, Cuenca y Teruel) y la Puerta Real (hacia Valencia), actualmente rehabilitadas la segunda. Pero con el paso del tiempo surgieron nuevos accesos, la Puerta del Sol (hacia Chelva), la Puerta del Arco y la Puerta Nueva, ambas hacia el sur. Además Utiel contó con una alcazaba musulmana abandonada con la construcción del castillo cristiano ubicado en la colina homóloga. Como otras tantas ciudades su muralla fue derruida en el siglo XIX solo conservándose algunos restos del su lienzo en la calle Adarve y Olivereta, así como la mayoría de las puertas.
Cooperativa Agrícola de Utiel
Fue fundada el 24 de abril de 1927 con la denominación de Síndico Agrícola o Cooperativa de Viticultores por un grupo de pequeños agricultores que decidieron asociarse, siendo en 1946 aprobado sus estatutos. Compraron la Bodega Redonda pero el aumento del número de socios obligó a comenzar en 1945 la construcción de una nueva instalación de una extensión de 16 000 m². Un ambicioso proyecto considerado como joya de la arquitectura industrial Valenciana. Con una fachada principal de más de 300 m de estilo modernista racionalista decorada la puerta principal con un frontón quebrado con el escudo de la entidad y adornada la puerta con dos frisos verticales de azulejería con motivos vínicos. En su interior encontramos las instalaciones de elaboración de vino y el Despacho de Vinos con un conjunto decorativo de mosaicos de azulejería con temática relacionada con alegoría de la viticultura. La bodega, con diversas ampliaciones se ha convertido en uno de estos edificios con mayor tamaño de toda Europa. con la catalogación de monumento industrial de enorme prestigio, como lo demuestra la visita de los reyes de España, Juan Carlos y Sofía en 1978.
Yacimiento ibérico de La Mazorra
A unos ocho kilómetros de la ciudad sobre una muela donde a sus pies se encuentra la Urbanización de la Casa Medina, donde se sitúa el yacimiento arqueológico de La Mazorra. Debido a su situación en alto con difícil acceso se colocó ahí una fortaleza ibérica desde donde se controlaba su entorno cercano conservándose aún su vistosa muralla. Su ocupación se inició en el siglo IV a. C. con fines estratégicos- defensivos. Con la llegada de los romanos sería uno de los pocos poblados amurallados que sobrevivirá, alcanzando una intensa actividad durante época republicana. En la actualidad, a trabes de paneles explicativos se puede entender las características del yacimiento, en el cual destaca la muralla, la entrada con los surcos por donde pasaban los carros o las cisternas, así como las magníficas vistas de su alrededor y diversas rutas de senderos a poder realizar. Desde 2023 es considerado bien de interés cultural.

### Museos
- Museo del Vino de la Comunidad Valenciana, ubicado en la antigua Bodega Redonda.[60]
- Museo Mariano de la Virgen del Remedio, con una extensa colección pictórica.[71]
- Museo de la Miel y de la Cera.[63]

### Ocio
Actualmente el ocio se centra alrededor de su polideportivo, dotado de grandes piscinas y amplias zonas verdes. Por otra parte, el ayuntamiento ha acondicionado recientemente tres áreas deportivas de indudable categoría: el complejo deportivo de El Nogueral, con múltiples espacios de juego para la juventud y un amplio parque gimnástico destinado a las personas mayores; un pabellón cubierto de dimensiones olímpicas principalmente para el juego de baloncesto y un pabellón multiusos donde se celebran carnavales, bailes, concursos y eventos deportivos.
ACTIVIDADES TURÍSTICAS
Utiel consta de diversas actividades turísticas, es una de las zonas con grandes ofertas de vino, la Ruta del Vino de Utiel-Requena es la principal manera de conocer estas diversas bodegas, también destaca su gran oferta de embutidos. Además cuenta con el Centro de Interpretación De la Villa Medieval de Utiel, donde se muestran importantes valores históricos, arqueológicos y patrimoniales de la antigua Villa Medieval de Utiel, consta de una maqueta a escala de la antigua villa amurallada en la Baja Edad Media, realizada por Rafael Martínez.

### Educación
Posee tres Institutos de Enseñanza Obligatoria, Escuela Oficial de Idiomas, Conservatorio de Música de Grado Medio y centro de enseñanza para adultos.

### Asociacionismo
Las asociaciones de carácter cultural existentes son: Banda de Música Ciudad de Utiel, Masa Coral Utielana, Banda Sinfónica Unión Musical Utielana y Agrupación Escénica Enrique Rambal.

### Fiestas

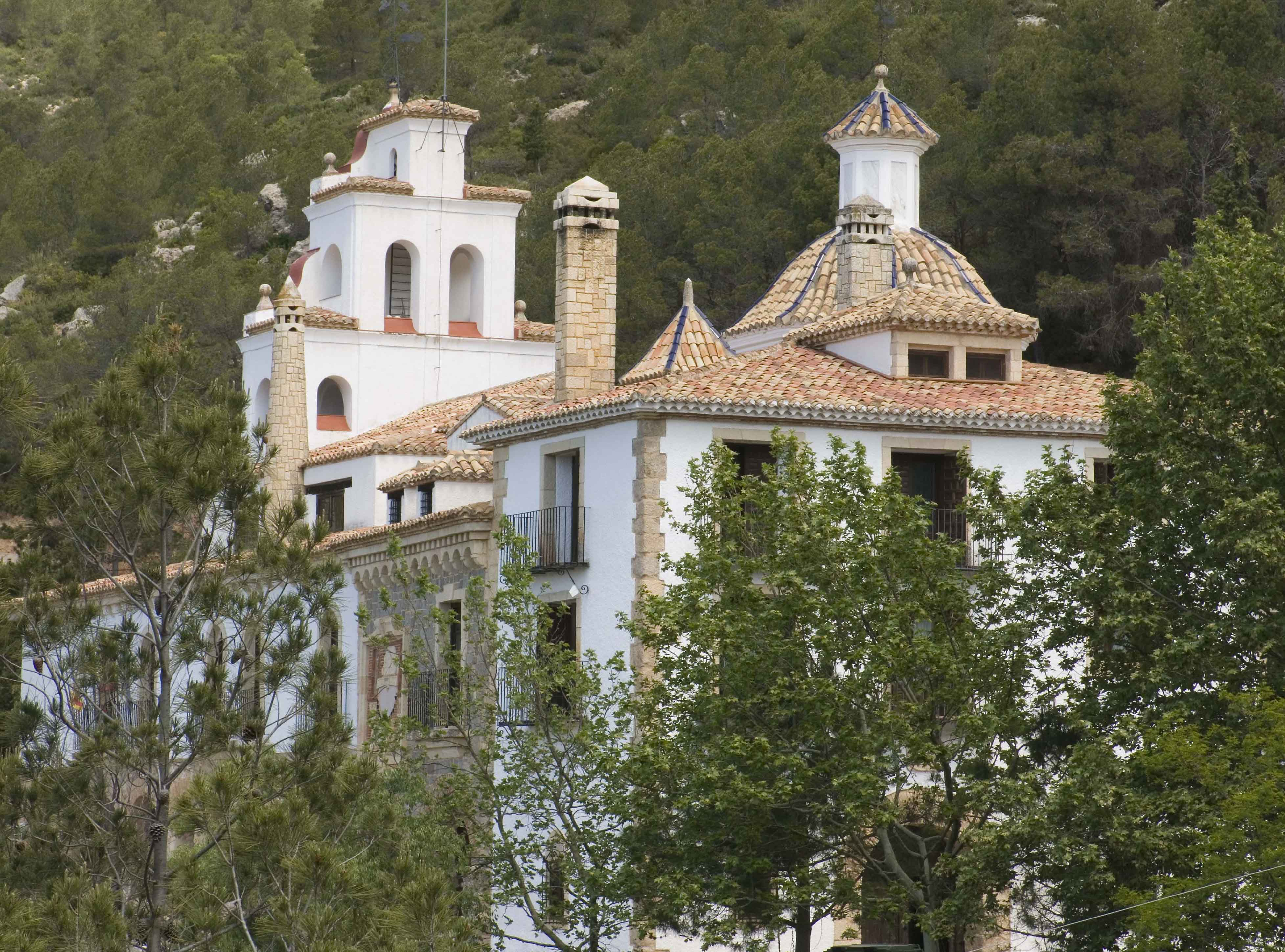
Ermita de la Virgen del Remedio

- Fallas. Utiel celebra sus fiestas a San José, en cuyo día se queman fallas al modelo de Valencia.
- San Isidro Labrador. Se celebra el 15 de mayo.
- San Juan Bautista. Se celebra el 24 de junio.
- Fiestas de El Carmen y de San Salvador. Celebradas sucesivamente durante el mes de julio
- Jornadas Conmemorativas de la Acción de Utiel. Jornadas de conmemoración histórica celebradas durante la tercera semana de agosto
- Feria y fiestas de Utiel. Son las fiestas mayores celebradas en la localidad. Se celebran en honor de la Virgen del Remedio desde el primer fin de semana del mes septiembre y hasta el segundo domingo posterior. Se destaca la antiquísima romería hecha desde la ermita de la Virgen hasta la ciudad. Tienen lugar una gran variedad de actos lúdicos como concursos de paellas o la popular Noche de las Peñas entre otros diversos eventos. También se celebran diversos eventos religiosos, destacando la procesión celebrada en día 8 de septiembre en honor a la Santísima Virgen del Remedio o la Ofrenda de Flores y Frutos. Destaca la Gran Feria de Utiel instalada en el paseo de la Alameda, la cual acoge a una gran multitud de personas, en especial durante la noche. El pueblo recibe multitud de visitantes procedentes de otras localidades durante los días festivos.[84]
- Semana Santa. Procesiones y actos religiosos.
- Carnavales. Concurso de coplillas y comparsas con posterior desfile de Carnaval
- 250 años a la luz de las velas. Las calles se llenas de velas durante una noche. Hay una gran oferta de actos lúdicos y culturales. Se celebra en el mes de junio.[85]

### Ciudades hermanadas
- Pertuis (Francia): Las ciudades fueron hermanadas en 1994 con la intención de fomentar la interracción cultural. Ambas poblaciones comparten la vinicultura (la fabricación del vino) como base económica.[86]

## Inundaciones de 2024 provocadas por una depresión aislada en niveles altos (dana)
El 29 de octubre de 2024, Utiel sufrió dos riadas que devastaron media localidad. El agua que provenía de las montañas provocó una tromba que atravesó la vía principal del pueblo. Además en la parte baja del territorio, sufrieron una lengua de barro proveniente del barranco del río Magro, zona donde se encuentran muchas casas de uno o dos pisos habitadas por gente mayor. Murieron seis vecinos y trescientas casas quedaron devastadas.
La dana dejó un paisaje completamente irreconocible en muchas zonas, aunque ya se había llevado a cabo la recolección de vid, almendros y olivos. Muchos campos situados junto a la rambla desaparecieron debido a que se ensanchó en cien metros, lo que supuso grandes cambios en la localidad ya que es un lugar donde el sector primario es el sustento de muchas familias.
Debido a esto los habitantes de la localidad han recibido diversas ayudas económicas, entre ellas la tarjeta de transporte gratuito, las ayudas de la Fundación Amancio Ortega a damnificados por la dana, las ayudas urgentes para vehículos siniestrados por la dana, las ayudas urgentes al alquiler de vivienda para damnificados, entre otras.